# 李御寧

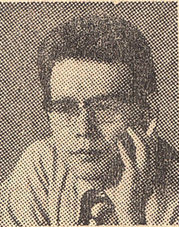
李 御寧／1973年

李 御寧（イ・オリョン、이어령、1933年12月29日（旧暦は11月13日、戸籍上は1934年1月15日） - 2022年2月26日）は、韓国の文芸評論家。韓国の初代文化相。 

## 来歴・人物
韓国忠清南道牙山郡温陽邑左部里生まれ。ソウル大学校国文科卒、同大学院修了、大学院碩士。文学博士。朝鮮日報などの論説委員、梨花女子大学教授、碩学教授、記号学研究所長を経て、同大学学術院名誉碩座教授・中央日報社常任顧問、財）韓中日比較文化研究所理事長。1981年から1982年、国際交流基金の招聘により東京大学比較文学比較文化研究室客員研究員。1988年、ソウルオリンピックの開閉会式等文化企画を主導した。1990年、盧泰愚大統領の政府に於いて初代文化相に任命された。2000年、新千年準備委員会委員長（大統領直属）。
1982年、日本語で書かれて出版された『「縮み」志向の日本人』（学生社）がベストセラーになる。同書では、従来の日本の比較文化論が日本と西洋の比較でしかなかったことを批判し、土居健郎の「甘え」概念について、日本独特というが、単に西洋にはないだけで韓国にもそれに相当する語はあると批判した。
1992年、日本文化デザイン大賞受賞。1996年、国際交流基金賞受賞。2008年、『蛙はなぜ古池に飛びこんだか』（学生社、1993年）により、正岡子規国際俳句賞スウェーデン賞受賞。
2022年2月26日、長い癌闘病の末、ソウルの自宅で死去。享年89歳没。
韓国では『李御寧全集』（22巻）のほか、多数の著書がある。

## 親族
妻は評論家、大学教授の姜仁淑。韓国芸術総合学校映像院教授のイ・スンムは長男。金ハンギルの元妻で弁護士、牧師のイ・ミナは娘。

## 日本で刊行された著書
- 『恨の文化論 韓国人の心の底にあるもの』 (イ・オリョン文化論シリーズ 1) 裴康煥 訳（学生社、1978年） - 後に『韓国人の心』へ改題
- 『「縮み」志向の日本人』（学生社、1982年） - 後に講談社文庫、講談社学術文庫（講談社）
- 『俳句で日本を読む なぜ「古池の蛙」なのかー日本人の美意識・行動様式を探る』（PHP研究所、1983年）
- 『ふろしき文化のポスト・モダン 日本・韓国の文物から未来を読む』（中央公論社、1989年） - 後に『「ふろしき」で読む日韓文化』へ改題（学生社）
- 『蛙はなぜ古池に飛びこんだか 「俳句」と日本人の発想』（学生社、1993年）
- 『ジャンケン文明論』（新潮社・新潮新書、2005年）
- 『デジログ :サイバー空間と魂の融合』宮本尚寛 訳（サンマーク出版、2007年5月）
- 『韓国的思考』橋川幸一 訳.（スカイ出版、2010年11月）
- 『無神論者の祈り 詩集』権宅明、佐川亜紀 訳（花神社、2012年12月）

### 共著編
- 『韓国 韓国のプロになる185のポイント』責任編集（セルネート出版、1988年）
- 『キムチの国』李圭泰、金晩助 共著（千早書房、2000年）